# Aschau im Zillertal
Aschau im Zillertal is een gemeente in het district Schwaz in de Oostenrijkse deelstaat Tirol.

## Geografie
De gemeente ligt aan het begin van het achterste deel van het Zillertal. Het is de enige gemeente in dit dal dat aan beide oevers van de Ziller bebouwd is. Het gemeentegebied bestaat uit het hoofddorp Aschau en verspreid gelegen buurtschappen op de berghellingen en in het dal.

## Geschiedenis
Aschau werd in 1309 reeds als Aschowe officieel vermeld. De naam wijst op de uitgestrekte ooibossen zoals die tot de 11e eeuw in het dalgebied langs de Ziller gelegen waren. Distelberg, dat ten oosten van de rivier de Ziller gelegen is en aanvankelijk een zelfstandige gemeente vormde, werd reeds in 1188 officieel vermeld.
Het gemeentegebied is vanwege de splitsing door de Ziller historisch ook opgesplitst tussen het bisdom Innsbruck ten westen van de Ziller en het aartsbisdom Salzburg ten oosten van de Ziller.
De parochiekerk Zu unserer Lieben Frau vom Siege werd in 1850 in laatclassicistische stijl opgetrokken. In 1973 werd de tot die tijd zelfstandige gemeente Distelberg bij Aschau gevoegd.

## Economie en infrastructuur
In Aschau vormen de landbouw en het toerisme de belangrijkste bron van inkomsten. Ook zijn er kleine industriebedrijven in Aschau. Verder is een groot deel van de beroepsbevolking buiten de gemeentegrenzen werkzaam. Aschau is bereikbaar over de Zillertal-Bundesstraße en heeft bovendien twee stations (Aschau im Zillertal en Erlach im Zillertal) langs de Zillertalspoorlijn.